# もうすぐクリスマス (NOKKOのアルバム)
『もうすぐクリスマス』は、2013年に発売されたNOKKOの2枚目のクリスマス・アルバムである。

## 収録曲
1. Songs from Christmas Town (Hark! The herald angels sing〜Deck the halls)
2. Last Christmas
3. 白い恋人達
4. クリスマス・イブ
5. きよしこの夜
6. もうすぐクリスマス (Soon It Will Be Christmas)
7. ウィンター・シューズ
  - オリジナル新曲。
8. The Christmas Song
9. ホワイト・クリスマス
10. ママがサンタにキスをした
11. Frosty the Snowman
12. 牧人羊を
13. O Holy Night
14. HAPPY XMAS (War is Over)